# Gängkrig 145
Gängkrig 145 är en serieroman av Jens Lapidus och Peter Bergting som utkom i maj 2009.
Handlingen utspelas till stor del i Alby i Stockholm. och anknyter till Jens Lapidus tidigare böcker, Snabba cash och Aldrig fucka upp. Till skillnad ifrån de två tidigare böckerna så är denna bok i form av en tecknad serie. Gängkrig lanseras i februari 2011 som första svenska grafiska roman till Ipad.[källa behövs]